# 2013
سنة 2013 م (بالأرقام الرومانية:MMXIII) هي سنة بسيطة تبدأ يوم الثلاثاء (الرابط يظهر نموذج الجدول الزمني الكامل للسنة) من التقويم الغريغوري. وهي السنة 2013 بعد الميلاد والسنة 13 في الألفية الثالثة والقرن الواحد والعشرون والسنة ال4 في عقد 2010.

## أحداث
- 18 أبريل: نهاية حصار وادي الضيف والذي بدأ في 11 أكتوبر 2012.
- 6 أغسطس: نهاية حصار قاعدة منغ الجوية والذي بدأ في 2 أغسطس 2012.
- 27 مارس : زلزال بقوة 6 على مقياس ريختر يضرب تايوان.
- 2 يونيو : زلزال بقوة 6.2 على مقياس ريختر يضرب تايوان ويخلف 18 جريحا و5 قتيلا.

### يناير
- 23 يناير: إجراء انتخابات تشريعية مبكرة في الأردن.
- 30 يناير: كوريا الجنوبية تطلق صاروخها الحامل الأول نارو-1، حاملًا قمرًا اصطناعيًا لأغراض بحثية.

### فبراير
- 6 فبراير: اغتيال الحقوقي والمعارض السياسي التونسي شكري بلعيد.
- 15 فبراير: نيزك يمر فوق مدينة تشليابينسك في روسيا يتسبب بأمطار نيزكية أدت إلى إصابة أكثر من 1000 شخص وخراب في حوالي 4300 منزل وهو أكبر نيزك مر على الأرض في خلال هذا القرن.
- 28 فبراير: البابا بندكت السادس عشر يستقيل من منصبه ليكون أول بابا بعد غريغوري الحادي عشر في سنة 1415.

### مارس
- 10 مارس أجري استفتاء في جزر فوكلاند حول البقاء تحت السيادة البريطانية أو الاستقلال.
- 13 مارس اختيار الأرجنتيني فرنسيس الأول بابا للكنيسة الكاثوليكية في الفاتيكان خلفاً لبندكت السادس عشر الذي استقال من منصبه.
- 21 مارس مقتل الشيخ محمد سعيد رمضان البوطي في سوريا.

### أبريل

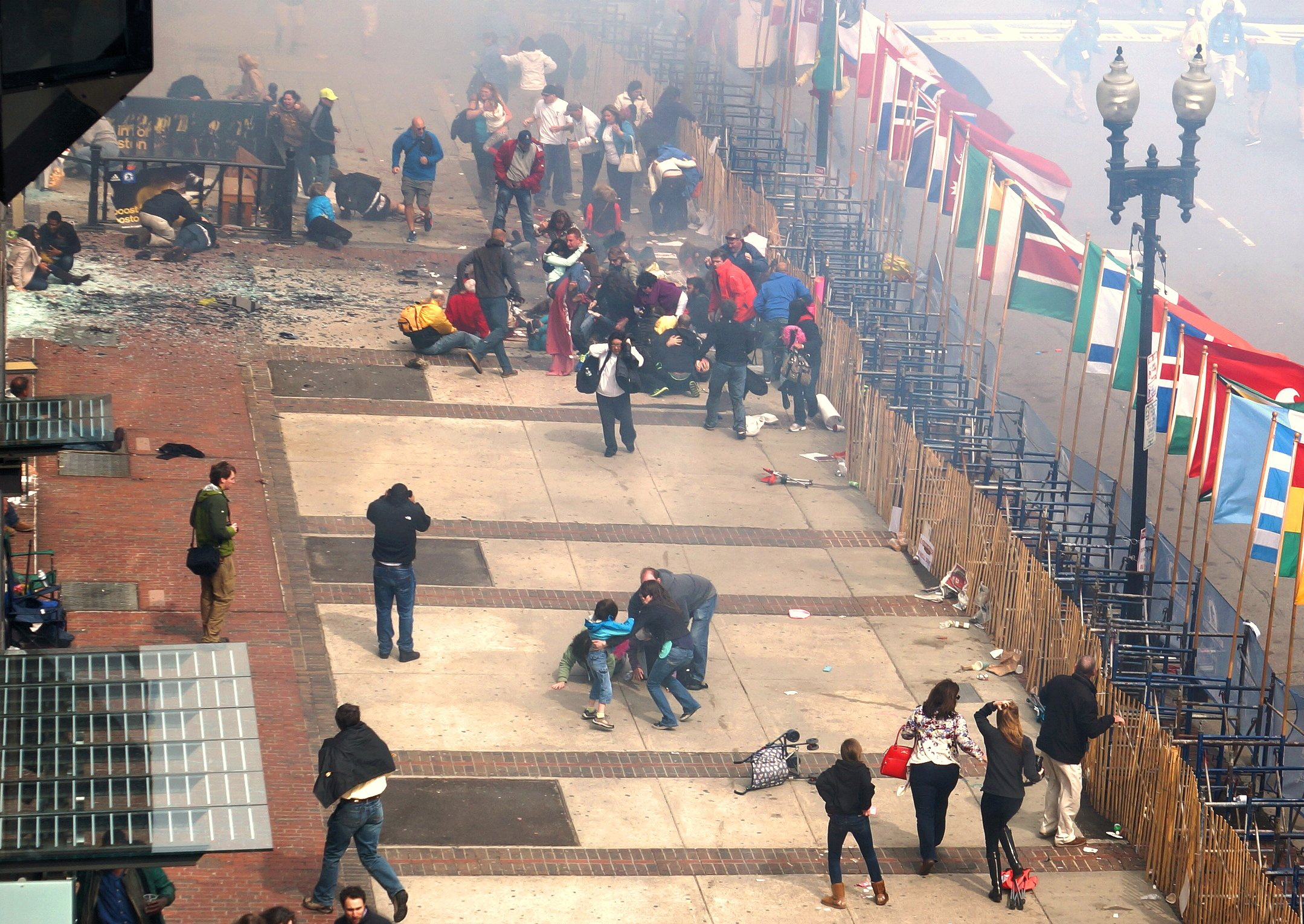
تفجيرا ماراثون بوسطن

- 3 أبريل: كوريا الشمالية تقرر منع دخول العمال من جارتها الجنوبية إلى منطقة كيسونغ الصناعية المشتركة، ولاحقًا، في 8 أبريل، تقرر سحب عمالها.
- 15 أبريل: تفجيرا ماراثون بوسطن 2013 بعبوة ناسفة يؤدي إلى مقتل 3 أشخاص وإصابة حوالي 100 شخص آخر.
- 17 أبريل: انفجار في معمل للأسمدة في ويست، تكساس يؤدي إلى مقتل حوالي 15 شخصًا، جاء هذا الانفجار بعد يومين من انفجار بوسطن لكن أسباب الانفجار لا تزال مجهولة.
- 24 أبريل: انهيار مبنى تجاري قرب بلدة من العاصمة دكا في بنغلاديش تؤدي إلى مقتل 1129 شخصًا وجرح حوالي 2500 شخصًا.

### مايو
- 2-3 مايو: نظام الرئيس السوري السابق بشار الأسد يرتكب مجزرة البيضا وبانياس التي راح ضحيتها ما لا يقل عن 459 مدنيًا، بينهم 92 طفلًا و71 امرأة قضى جلّهم ذبحًا بالسكاكين أو حرقًا.

### يونيو
- 8 يونيو: مقتل 28 متظاهرا في مدينة بنغازي الليبية بعد إطلاق النار عليهم من قبل ميليشيا درع ليبيا بعد تظاهرهم أمام معسكر تحتله مطالبين بحظر الميليشيات في البلاد.
- 14 يونيو فيضان يضرب ولاية أوتاراخند في الهند تؤدي إلى مقتل 5700 شخص وفقدان أكثر من 20000 شخص.
- 24 يونيو - هجوم من قبل بعض المصريين على الشيخ الشيعي المصري حسن شحاتة يؤدي إلى مقتله.
- 25 يونيو: تنحي حمد بن خليفة آل ثاني عن دولة قطر وإعلان تميم بن حمد بن خليفة آل ثاني أميرًا للبلاد.
- 30 يونيو: مظاهرات طلبا لإجراء انتخابات رئاسية مبكرة اعتراضًا على رئيس الجمهورية محمد مرسي، بدعم من جبهة الانقاذ.

### يوليو
- 1 يوليو: كرواتيا تصبح العضو 28 في الاتحاد الأوروبي.
- 3 يوليو: بيان الجيش والأزهر والكنيسة وبعض الأحزاب السياسية في مصر بعزل الرئيس محمد مرسي عن الحكم وإجراء انتخابات رئاسية مبكرة وتولي عدلي منصور رئيس المحكمة الدستورية حكم البلاد لفترة مؤقتة.
- 6 يوليو: افتتاح الألعاب الجامعية الصيفية في قازان.
- 8 يوليو: وقوع أحداث الحرس الجمهوري في مصر، وقتل خلالها 61 شخصًا وأصيب المئات.
- 16 يوليو - إسبانيا تسلم المغرب رسميًا نسخ ميكروفيلم من الخزانة الزيدانية، التي فقدها سلاطين المغرب وطالبوا بها منذ 1612م.
- 27 يوليو - وقوع أحداث طريق النصر في مصر، أدى إلى وفاة 57 شخصا وأصيب الآلاف .

### أغسطس
- 14 أغسطس : مئات القتلى وآلاف الجرحى في أحداث فض اعتصامات مؤيدي مرسي من قبل الشرطة المصرية وإعلان حالة الطوارئ وحظر التجوال في مصر.
- 21 أغسطس: إطلاق السلاح الكيميائي في سوريا في بلدة الغوطة أدى إلى مقتل واختناق العديد من الأشخاص.

### سبتمبر
- 16 سبتمبر: إعادة العمل في مجمع كايسونغ الصناعي، المشروع المشترك بين الكوريتين بعد إغلاق دام ستة أشهر.
- 21 سبتمبر: حركة الشباب المجاهدين الإسلامية الصومالية تجتاح مول في عاصمة كينيا نيروبي وتقتل 62 شخصًا وتصيب 160 شخصًا.

### نوفمبر

إعصار هايان

- 3 نوفمبر إعصار هايان (2013) يضرب الفلبين وفيتنام يؤدي إلى مقتل حوالي 6100 شخصا.

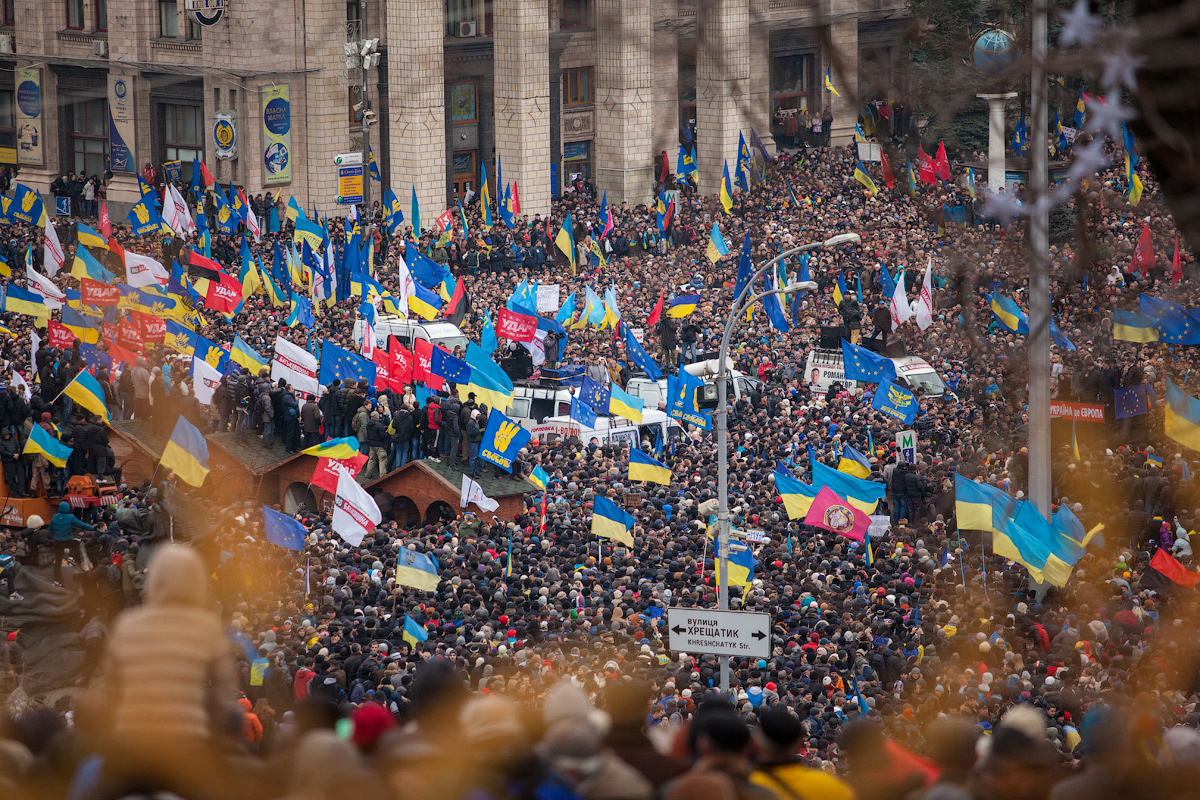
مظاهرات يورو ميدان في كييف

- 21 نوفمبر: اندلاع مظاهرات يورو ميدان في أوكرانيا اعتراضًا على تعليق الحكومة لتوقيع اتفاقية شراكة وتجارة حرة مع الاتحاد الأوروبي.
- 24 نوفمبر: توقيع اتفاق مؤقت بين إيران ومجموعة 5+1 حول البرنامج النووي الإيراني، يقضي الاتفاق بتخفيض للعقوبات في مقابل تجميد مؤقت للنشاط النووي.

### ديسمبر
- 1 ديسمبر: إطلاق تشانج آه-3 مهمة فضائية صينية غير مأهولة إلى القمر، تتضمن العربة الفضائية الأولى للبلاد.
- 5 ديسمبر: اقتحام مستشفى العرضي بمجمع وزارة الدفاع اليمنية نفذه مسلحون، وأسفر عن مقتل 52 شخصًا وجرح المئات.
- 22 ديسمبر: هجوم نفذه انتحاري بسيارة مفخخة ضد بوابة تفتيش في برسس شرقي مدينة بنغازي الليبية هو الأول من نوعه في البلاد بعد ثورة 17 فبراير يسفر عن مقتل 13 جنديًا ليبيًا.
- 27 ديسمبر انفجار سيارة مفخخة في بيروت تنجم عن مقتل وزير المالية اللبناني السابق محمد شطح .
- 30 ديسمبر انفجاران في مدينة فولغوغراد في روسيا يوديان بمقتل 30 شخص.

## وفيات
انظر أيضًا: وفيات 2013
تصنيف:وفيات 2013

### يناير

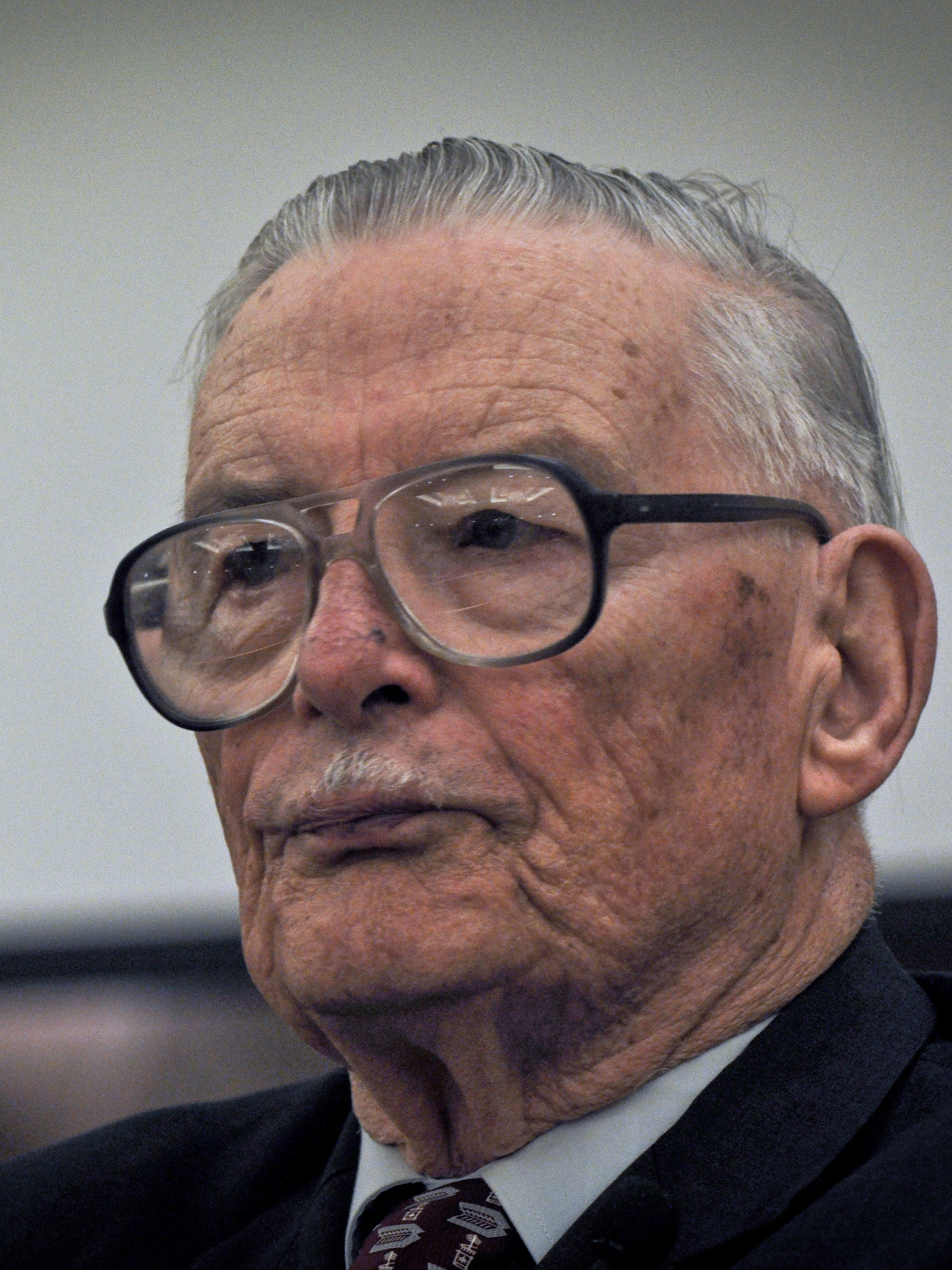
جيمس بوكنان جونيور

- 4 يناير -  الأسعد الورتاني، لاعب كرة قدم تونسي.
- 9 يناير -  جيمس بوكنان جونيور، اقتصادي أمريكي حاصل على جائزة نوبل.
- 11 يناير -  با مامادو إمباري، رئيس مجلس الشيوخ الموريتاني (و.1946).
- 17 يناير -  محمد علي براند، كاتب ومعلق سياسي تركي.
- 17 يناير -  محمود عبد العزيز، مغني وممثل سوداني.
- 19 يناير -
  -  وحيد سيف، ممثل مصري.
  -  نبيل الهجرسي، ممثل مصري.
  -  تايهو كوكي، مصارع سومو ياباني.
- 24 يناير -  محمد مجد، ممثل مغربي.
- 30 يناير -  جمال البنا، مفكر إسلامي مصري.
- 4 يونيو -  جيا خان، ممثلة أمريكية بريطانية في السينما الهندية.

### فبراير
- 6 فبراير -  شكري بلعيد، سياسي تونسي.
- 7 فبراير -  جاسم الموسى سياسي ومصرفي كويتي.
- 12 فبراير -  سطام بن عبد العزيز آل سعود أمير منطقة الرياض السابق.
- 24 فبراير -   ياسين بقوش، ممثل سوري من أصل ليبي.

### مارس

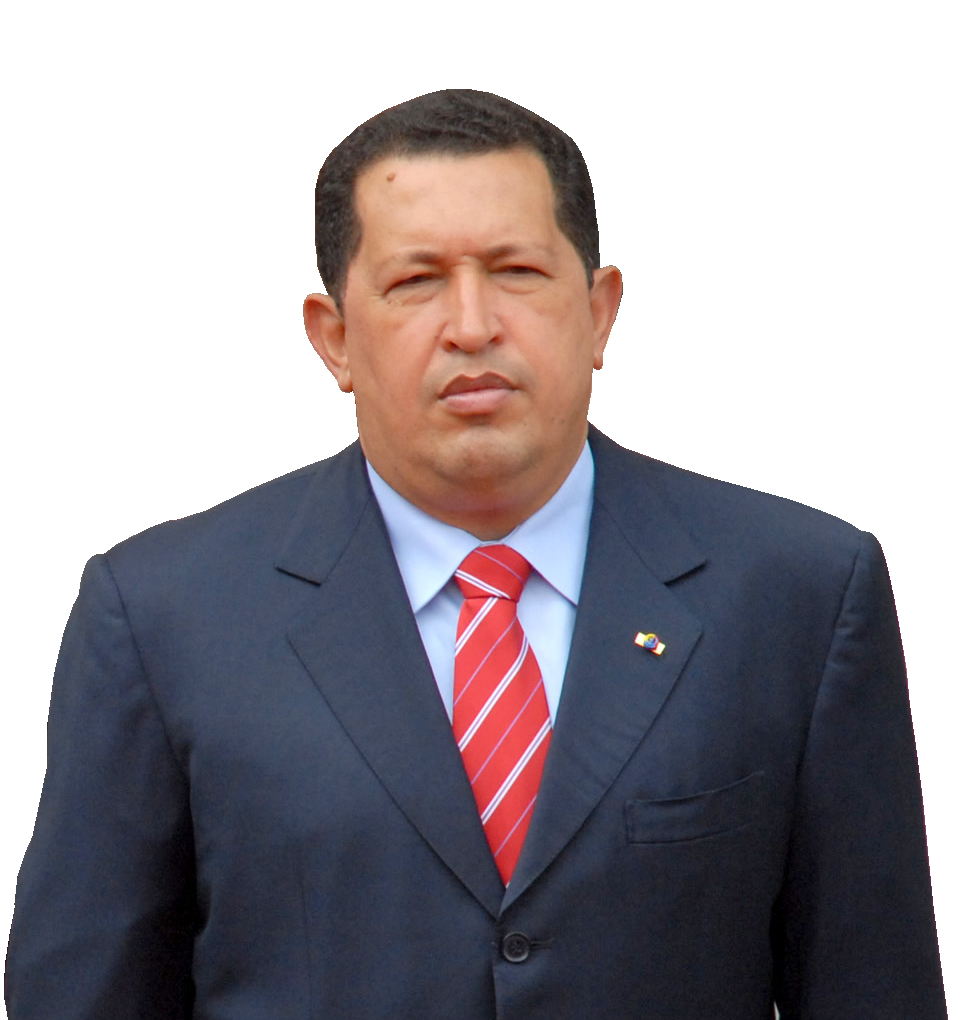
هوغو تشافيز

- 5 مارس -  هوغو تشافيز - رئيس جمهورية فنزويلا.

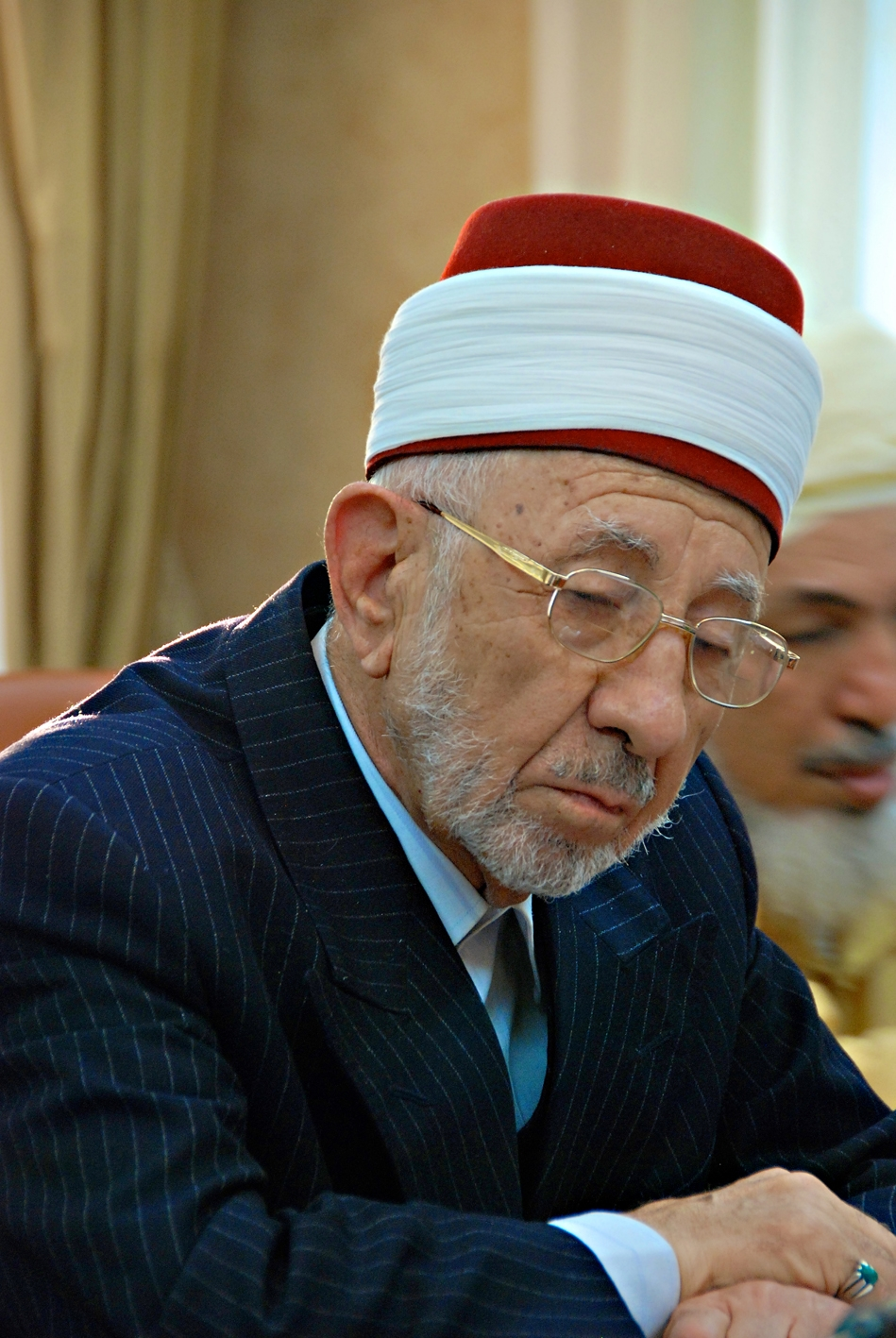
الشيخ محمد سعيد رمضان البوطي

- 13 مارس -  إدريس بلمليح، ناقد وروائي مغربي.
- 20 مارس -  محمد بن زارع العمري، معمر سعودي.
- 21 مارس -
  -  محمد سعيد رمضان البوطي، عالم إسلاميات سوري.
  -  تشينوا أتشيبي، روائي نيجيري.
- 23 مارس -  بوريس بيريزوفسكي، ملياردير روسي إسرائيلي.
- 23 مارس -  جو ويدر، مؤسس كمال الأجسام والأتحاد الدولى وكاتب ومدرب.
- 24 مارس -
  -  حسين أمين مؤرخ وكاتب وأديب ومؤلف عراقي.
  -  محمد يسري سلامة، سياسي سلفي مصري عن حزب النور.
- 29 مارس -  ريد فلير مصارع أمريكي محترف

### أبريل
- 1 أبريل -  بدر بن عبد العزيز آل سعود، أمير سعودي.
- 4 أبريل -  روجر إيبرت، ناقد سينمائي بريطاني.
- 7 أبريل -  صلاح عبد الغفور، مطرب عراقي.

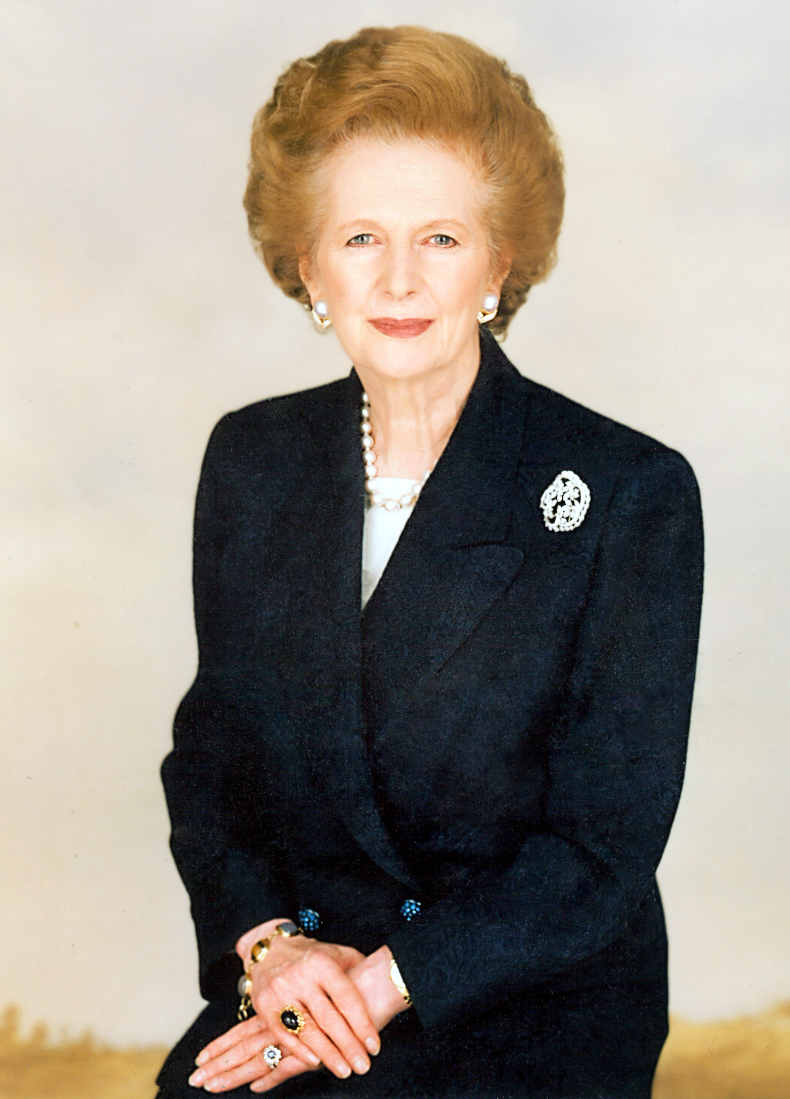
مارغريت تاتشر

- 8 أبريل -  مارغريت ثاتشر، رئيسة وزراء بريطانيا السابقة.
- 10 أبريل -  روبرت إدواردز، بيولوجي أمريكي حائز على جائزة نوبل في الطب.
- 11 أبريل -  سو دراهايم، عازفة كمان أمريكية.
- 13 أبريل -  عبد الحميد كرمالي، لاعب ومدرب كرة قدم جزائري.
- 16 أبريل -  علي كافي، رئيس جزائري سابق.
- 19 أبريل -  تامرلان وجوهر تسارناييف، مفجرا ماراثون بوسطن.

### مايو
- 6 مايو -  جوليو أندريوتي، رئيس إيطالي سابق.
- 8 مايو -  محمد بن إبراهيم (ممثل)، ممثل مغربي
- 16 مايو -  طالب القرةغولي، ملحن عراقي.
- 17 مايو - خورخه فيديلا، رئيس أرجنيتيني سابق.
- 22 مايو -  شعبان حسين، ممثل مصري.

### يونيو
- 4 يونيو -  جيا خان، ممثلة هندية.

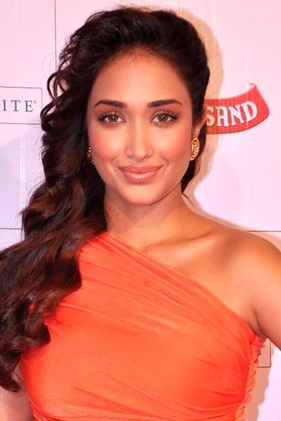
جيا خان

- 12 يونيو -  محمد الخليوي، لاعب كرة قدم سعودي سابق.
- 19 يونيو -  جيمس غاندولفيني، ممثل أمريكي.
- 23 يونيو -  ريتشارد ماثيسون، مؤلف وكاتب سيناريو أمريكي.
- 24 يونيو -  حسن شحاتة، رجل دين مصري شيعي.
- 27 يونيو -  العفيف الأخضر، مفكر تونسي.

### يوليو
- 2 يوليو -
  -  فوزية بنت فؤاد الأول، أميرة مصرية أصبحت ملكة في إيران (1941–1948).

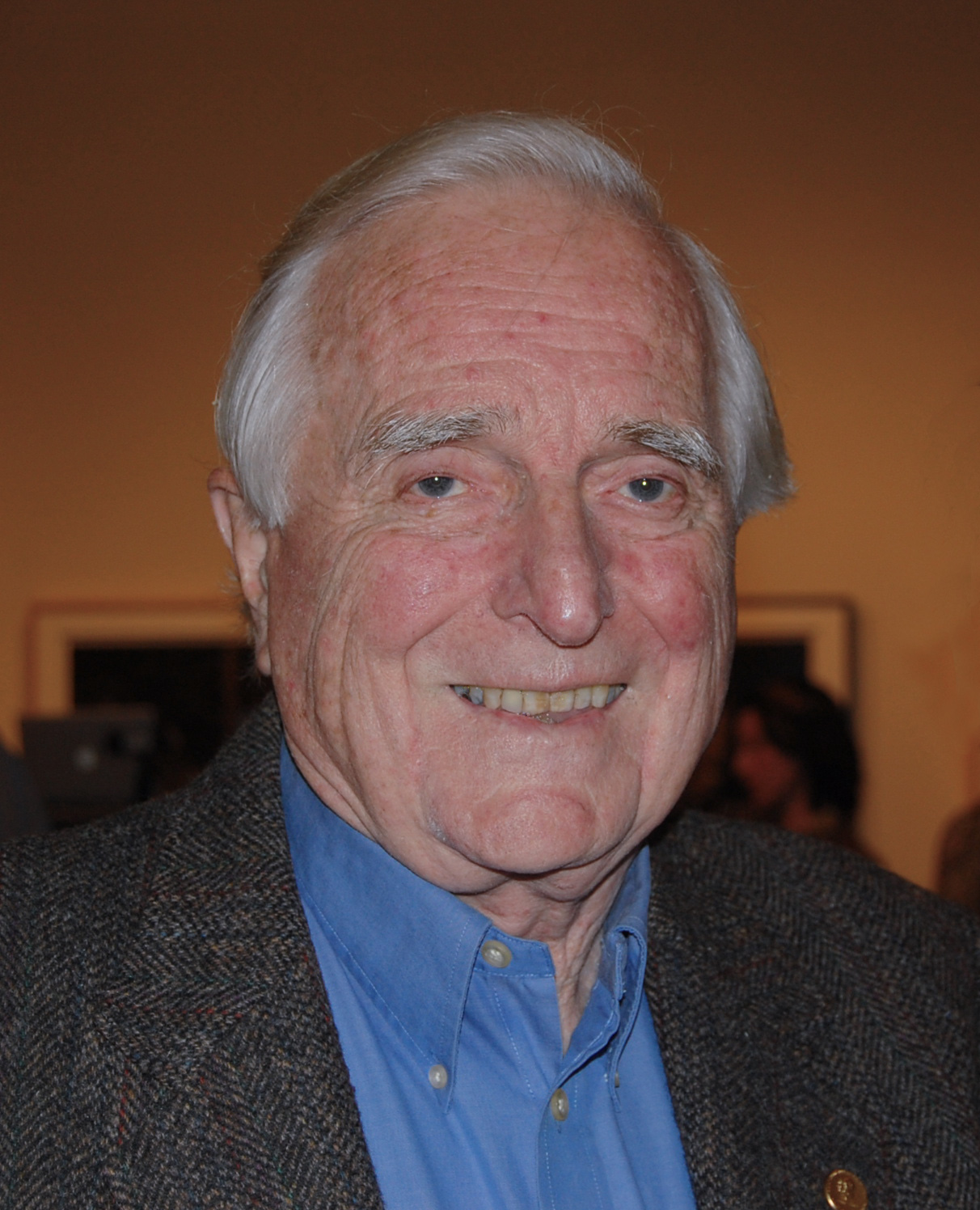
دوغلاس إنجيليبارت

- -  دوغلاس إنجيلبارت، عالم حاسوب أمريكي ومخترع فأرة الحاسوب.
- 4 يوليو -  أحمد رشدي، وزير داخلية مصري أسبق.
- 8 يوليو -
  -  سبعاوي إبراهيم الحسن، رئيس المخابرات العراقية السابق والأخ غير الشقيق لصدام حسين.
  -  حسن عبد السلام، مخرج مسرحي وممثل مصري.
- 11 يوليو -  إبراهيم يوسف، لاعب كرة قدم مصري.
- 13 يوليو -  كوري مونتيث، ممثل كندي.
- 20 يوليو -  هيلين توماس، صحفية أمريكية.

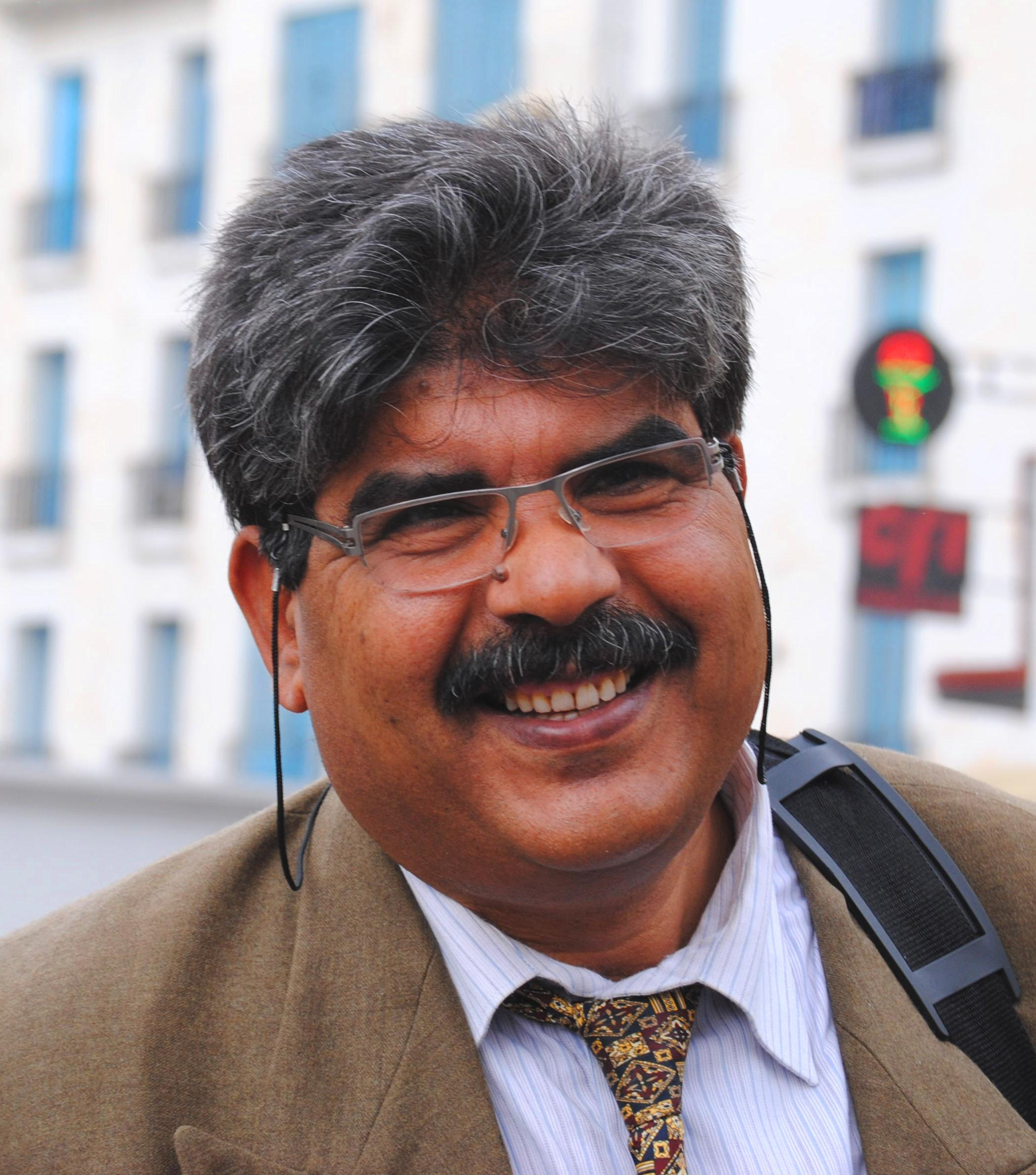
محمد براهمي

- 25 يوليو -  محمد براهمي، سياسي تونسي.
- 29 يوليو -
  -  محمود أبو زيد، ممثل مصري.
  -  كريستيان بينيتيز، لاعب كرة قدم إكوادوري.
  -  سليمان عبد الرزاق المطوع ، سياسي وتربوي كويتي.

### أغسطس
- 4 أغسطس -  شيركو بكاس، شاعر كردي عراقي.
- 15 أغسطس -  جاك فيرجيس، محامي فرنسي شهير بمحامي الشيطان.
- 18 أغسطس -
  -  توفيق صالح، مخرج سينيمائي مصري.
  -  ديجو جارماتي، لاعب كرة ماء مجري.
- 19 أغسطس -  مساعد بن عبد العزيز آل سعود، أمير سعودي.
- 25 أغسطس -  جيلمار، لاعب كرة قدم برازيلي.

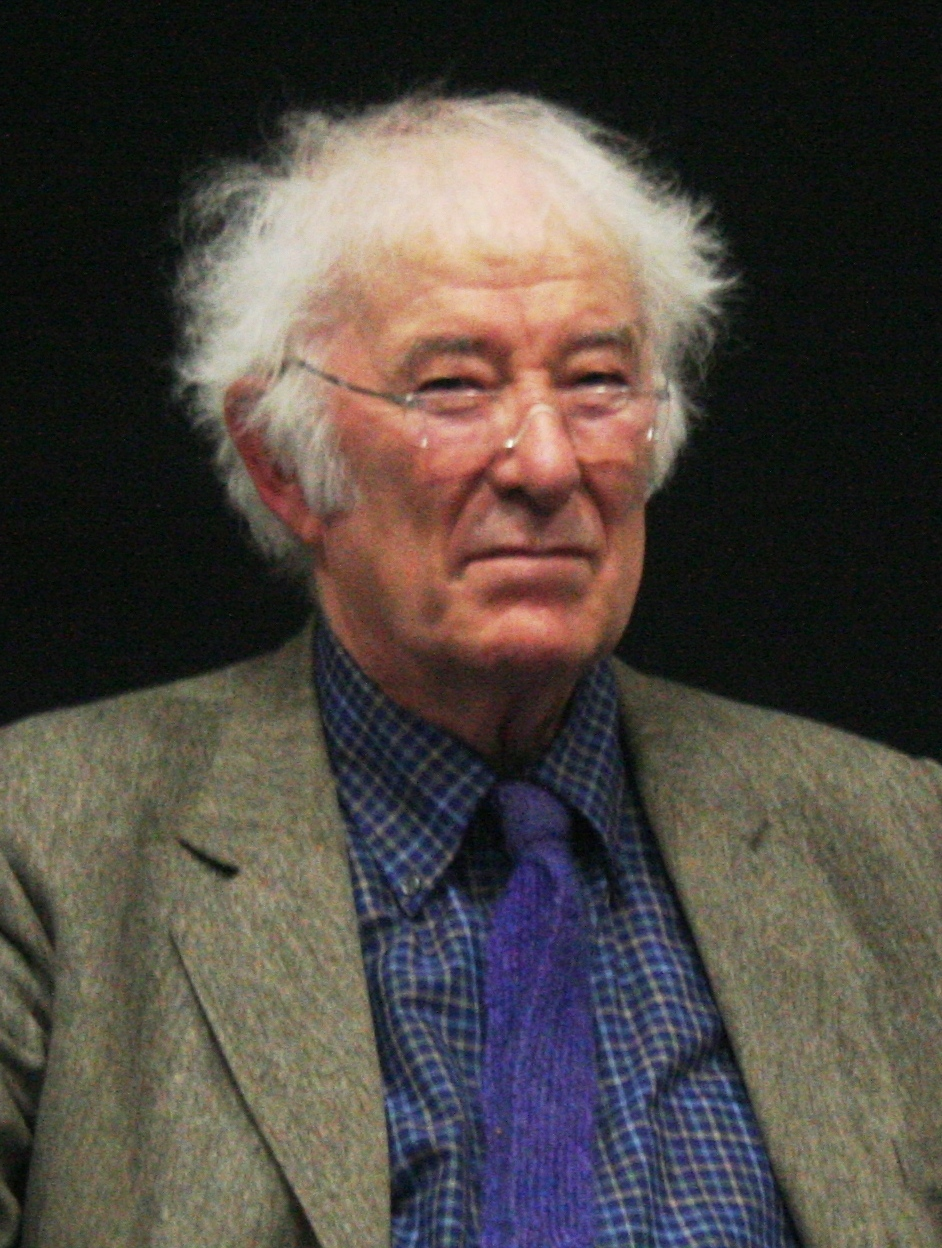
شيموس هيني

- 27 أغسطس -  عبد الله السميط ، سياسي كويتي .
- 30 أغسطس -  شيموس هيني، شاعر أيرلندي شمالي حاصل على جائزة نوبل للاداب.
- 31 أغسطس -  ديفيد فروست، صحفي بريطاني.

### سبتمبر
- 2 سبتمبر -  رونالد كوس، اقتصادي بريطاني حاز على جائزة نوبل للاداب.
- 5 سبتمبر -  روشوس ميش، أحد حراس أدولف هتلر.
- 14 سبتمبر -  أسامة الباز، دبلوماسي مصري عمل مستشارًا للشؤون السياسية للرئيس حسني مبارك.
- 16 سبتمبر -  رتيبة الحفني، مغنية أوبرا مصرية عالمية.
- 18 سبتمبر -  مارسيل رانيسكي، ناقد ألماني.
- 21 سبتمبر -  دونالد غلاسر، فيزيائي أمريكي حائز على جائزة نوبل.
- 30 سبتمبر -  عبد الكريم الفيلالي، مؤرخ مغربي.

### أكتوبر
- 1 أكتوبر -  توم كلانسي، روائي أمريكي.
- 2 أكتوبر -  كريستيان دو دوف، عالم بيولوجيا بلجيكي حاز على جائزة نوبل.
- 4 أكتوبر -  فون نجوين جياب، سياسي وعسكري فيتنامي.
- 11 أكتوبر -
  -  ماريا دي فيوتا، سائقة فورمولا 1 إسبانية.
  -  وديع الصافي، مطرب وملحن لبناني.
- 13 أكتوبر -  أولغا أروسيفا، ممثلة روسية.
- 14 أكتوبر -  برونو ميتسو، لاعب كرة قدم ومدرب فرنسي.
- 27 أكتوبر -  لو ريد، مغني أمريكي.
- 29 أكتوبر -  علال بن قصو، لاعب كرة قدم وحارس مرمى مغربي.

### نوفمبر
- 1 نوفمبر -  حكيم الله محسود، زعيم حركة طالبان في باكستان.

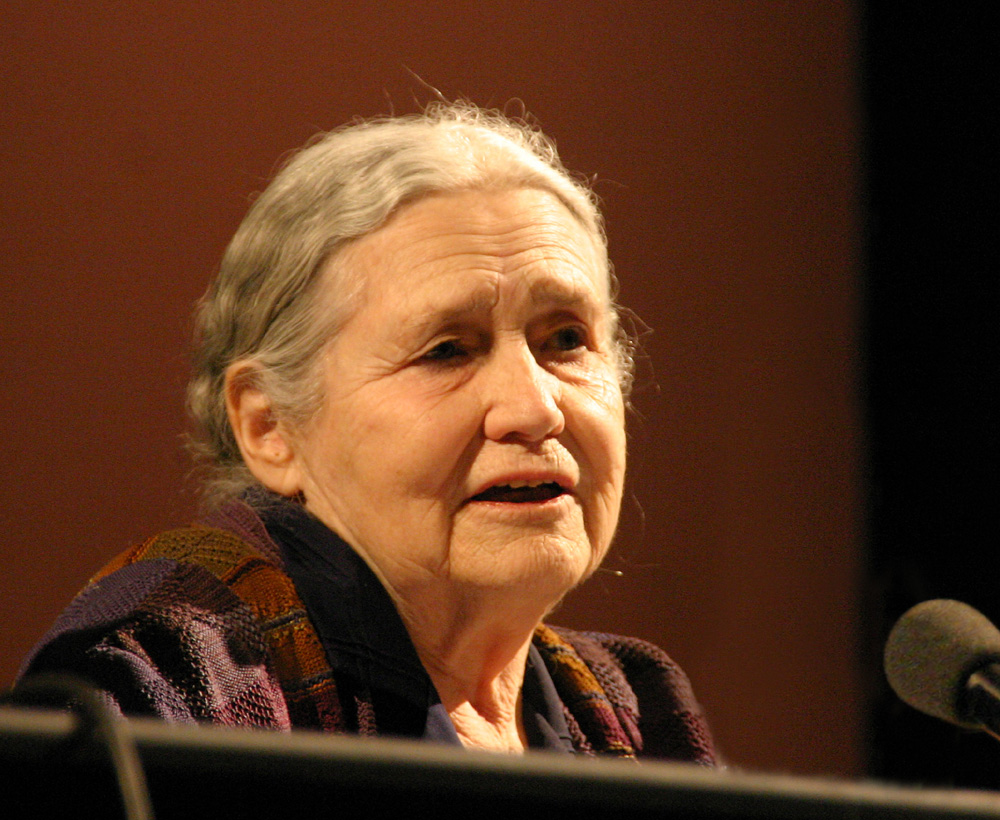
دوريس ليسينغ

- 17 نوفمبر -  دوريس ليسينغ، روائية إيرانية بريطانية حائزة على جازة نوبل للاداب.

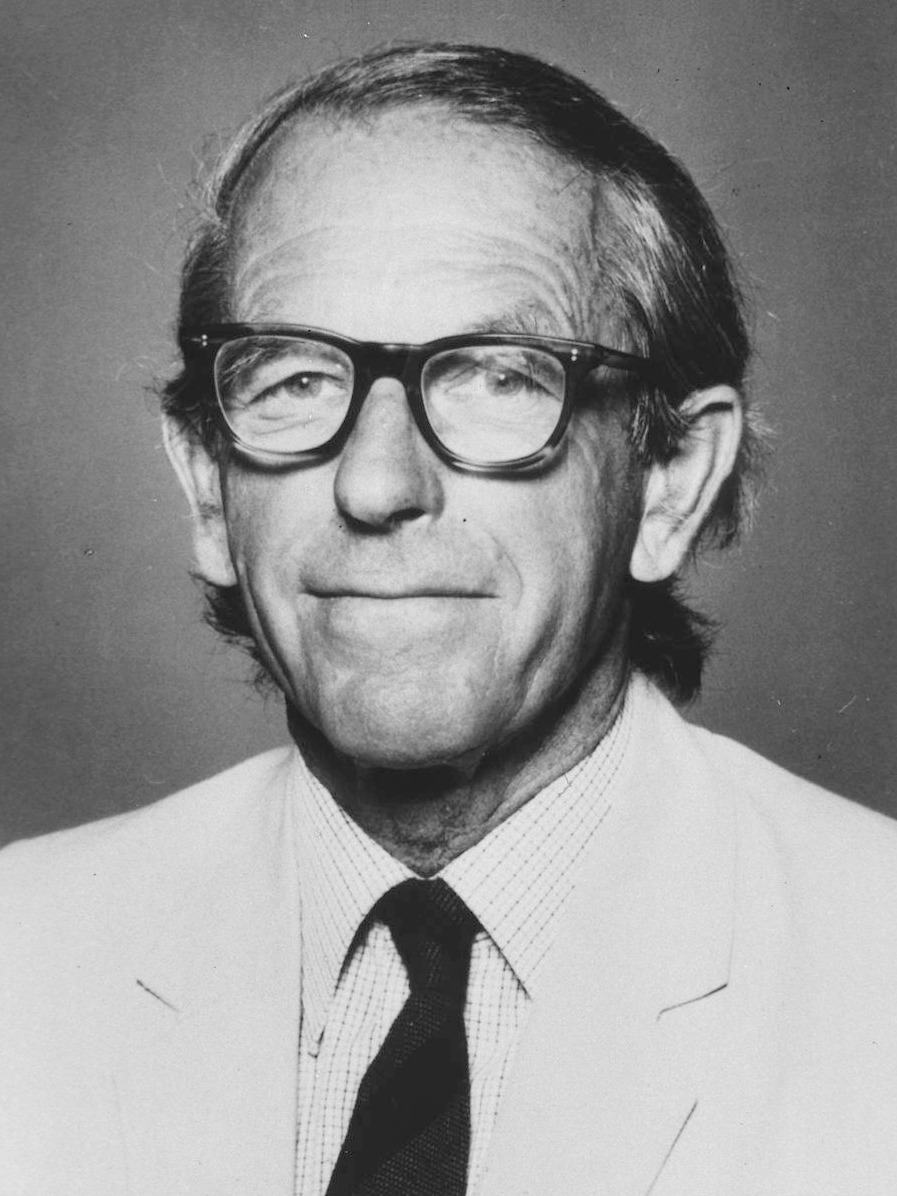
فردريك سانغر

- 19 نوفمبر -  فردريك سانغر، عالم كيمياء حيوية بريطاني حاز مرتان على جائزة نوبل.
- 26 نوفمبر -  كايتانو ري، لاعب كرة قدم بارغواياني.
- 27 نوفمبر -  نيلتون سانتوس، لاعب كرة قدم برازيلي.
- 30 نوفمبر -
  -  يوري ياكوفليف، ممثل روسي.

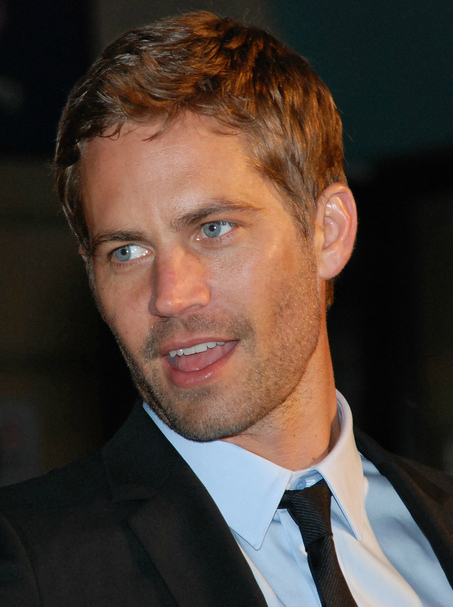
بول ووكر

- -  بول واكر، ممثل أمريكي.

### ديسمبر
- 2 ديسمبر -  سليم كلاس، ممثل سوري.

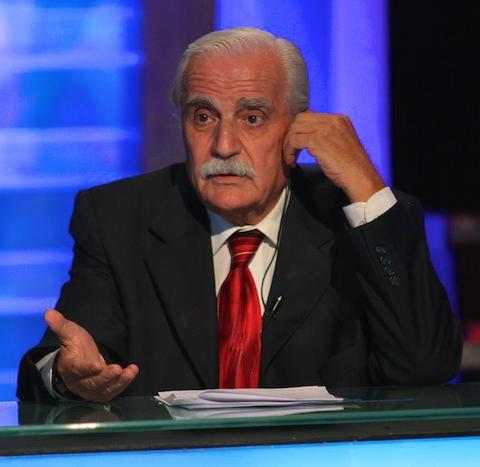
سليم كلاس

- 3 ديسمبر -  أحمد فؤاد نجم، شاعر عامية مصري

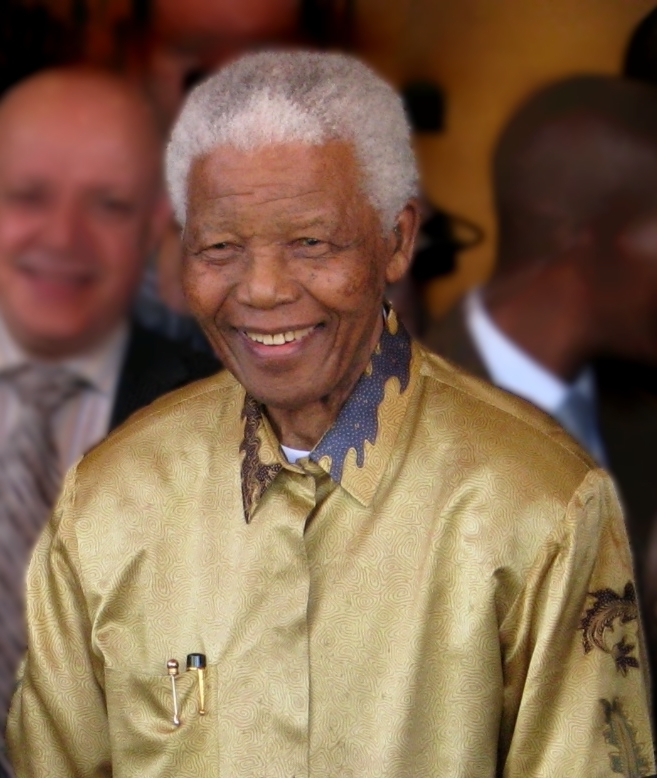
نيلسون مانديلا

- 5 ديسمبر -  نيلسون مانديلا، قائد جنوب أفريقي.
- 12 ديسمبر -  جانغ سونغ-تيك، سياسي كوري شمالي.
- 14 ديسمبر -  بيتر أوتول، ممثل أيرلندي.
- 15 ديسمبر -
  -  جوان فونتين، ممثلة بريطانية.
  -  نورس النعيمي، إعلامية عراقية.
- 16 ديسمبر -  غدير الشعشاع، ممثلة سورية.
- 18 ديسمبر -
  -  جمال إسماعيل، ممثل مصري.
  -  زهرة العلا، ممثلة مصرية.
- 21 ديسمبر -  فؤاد سالم، مطرب عراقي.

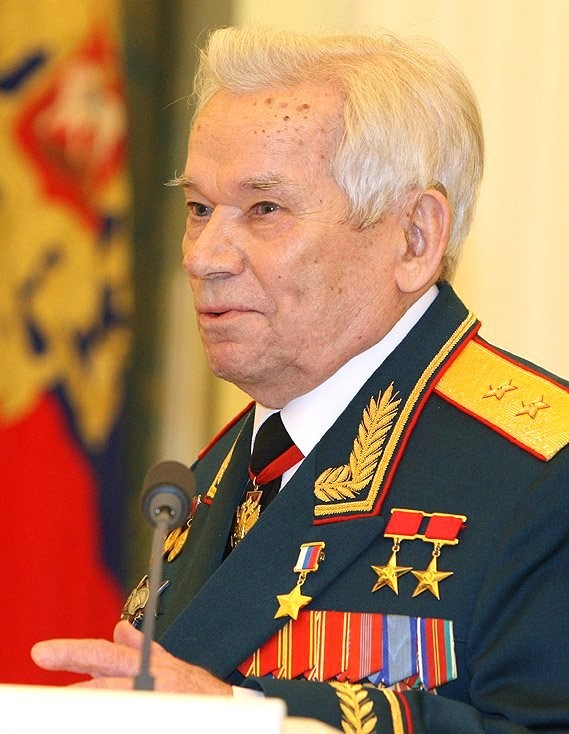
ميخائيل كلاشنيكوف

- 23 ديسمبر -  ميخائيل كلاشنيكوف، مخترع روسي لسلاح الكلاشنكوف.
- 27 ديسمبر -
  -  محمد شطح، وزير سابق وسياسي لبناني.
  -  عادل برهام، ممثل مصري.

## جوائز نوبل
- في الكيمياء :   مارتين كاربلوس ,    مايكل لويت ,   أريه وارشيل.
- في الاقتصاد :  يوجين فاما ,  لارس بيتر هانسن ,  روبرت شيلر.
- في الأدب :  آليس مونرو.
- في السلام : منظمة حظر الأسلحة الكيميائية.
- في الفيزياء :  فرنسوا انغليرت ,  بيتر هيغز.
- في الطب :  جيمس روثمان ,  راندي شيكمان ,  توماس سودهوف.